# 大元街市

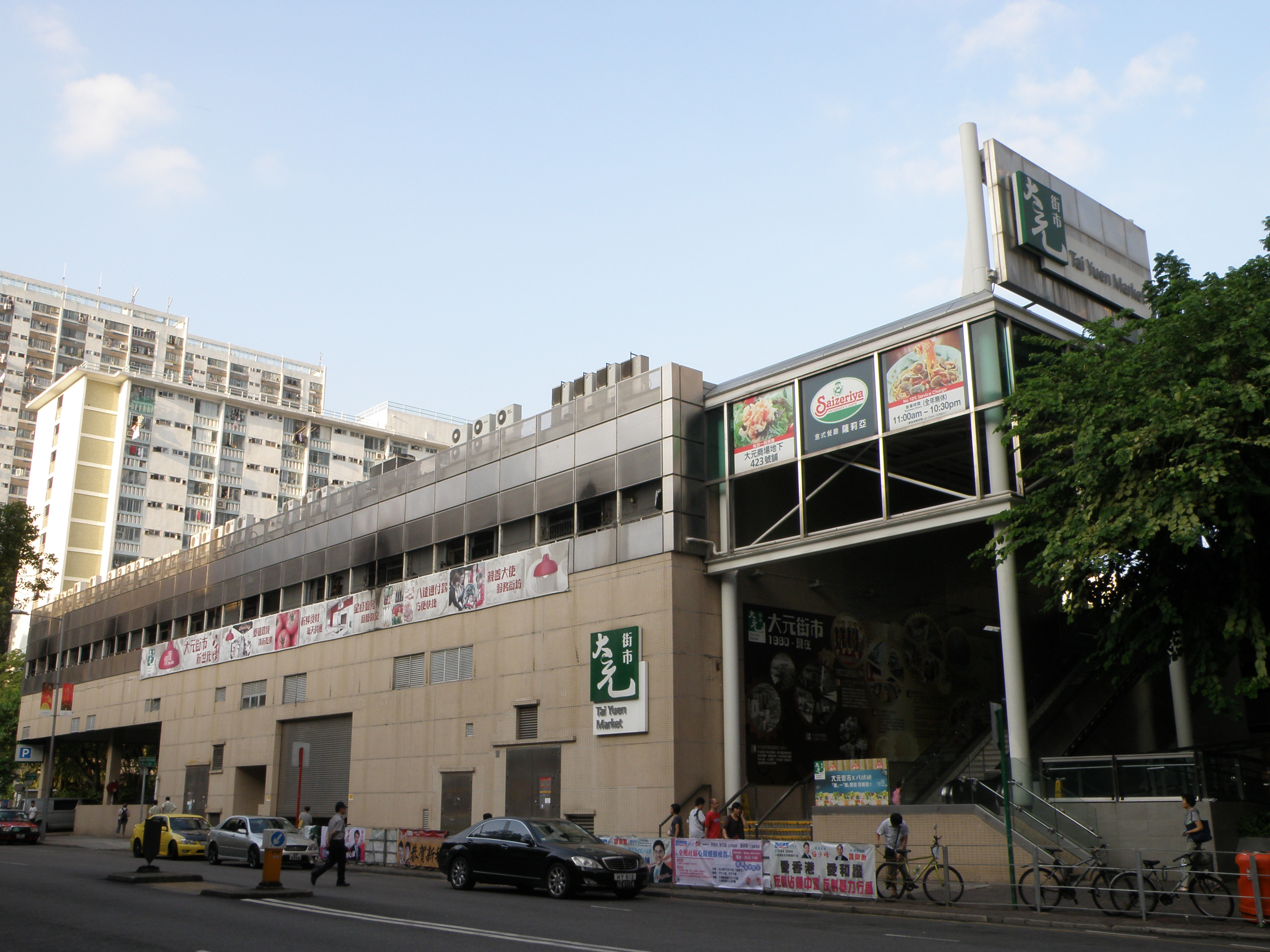
大元街市外觀

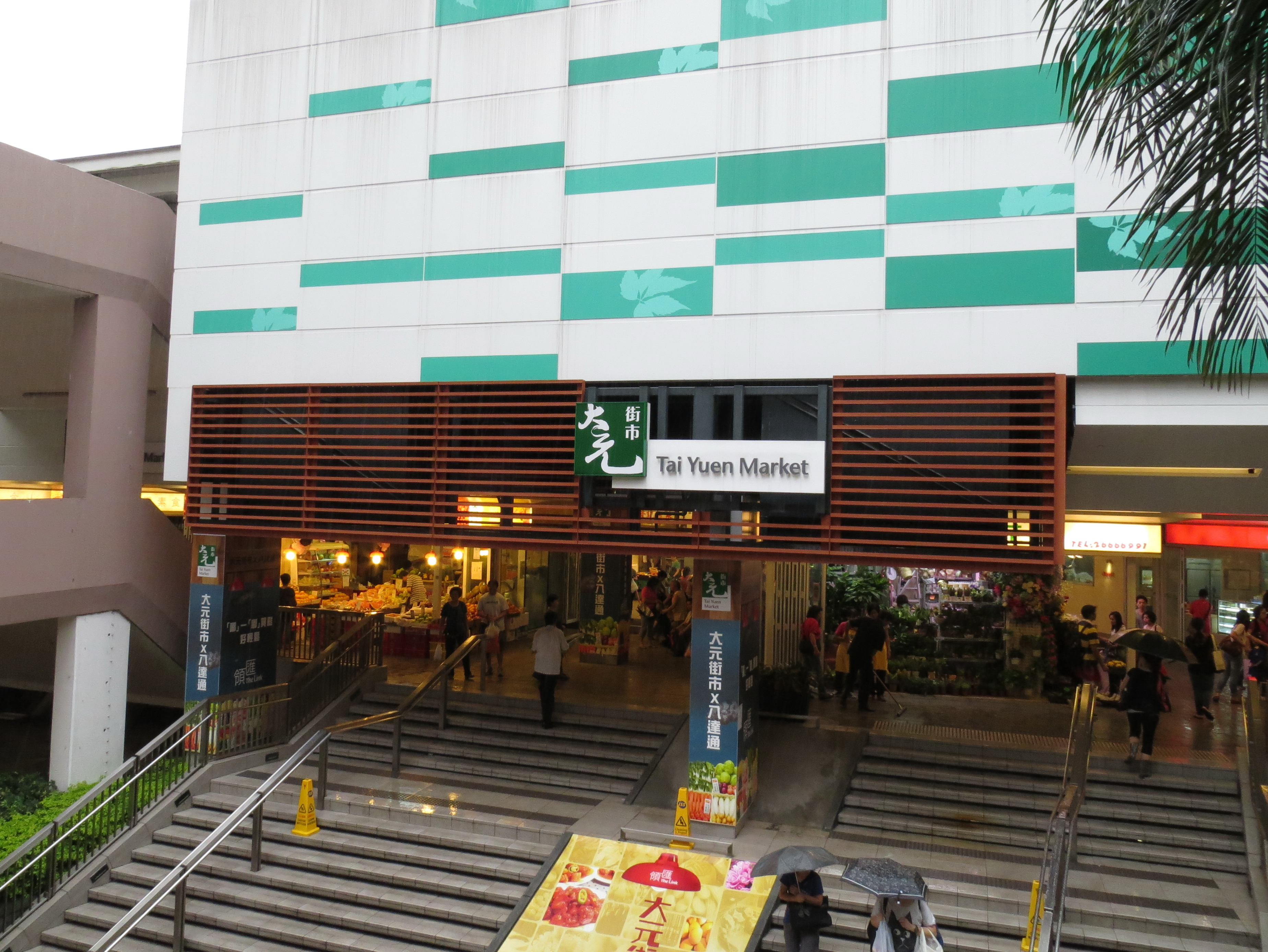
大元街市入口

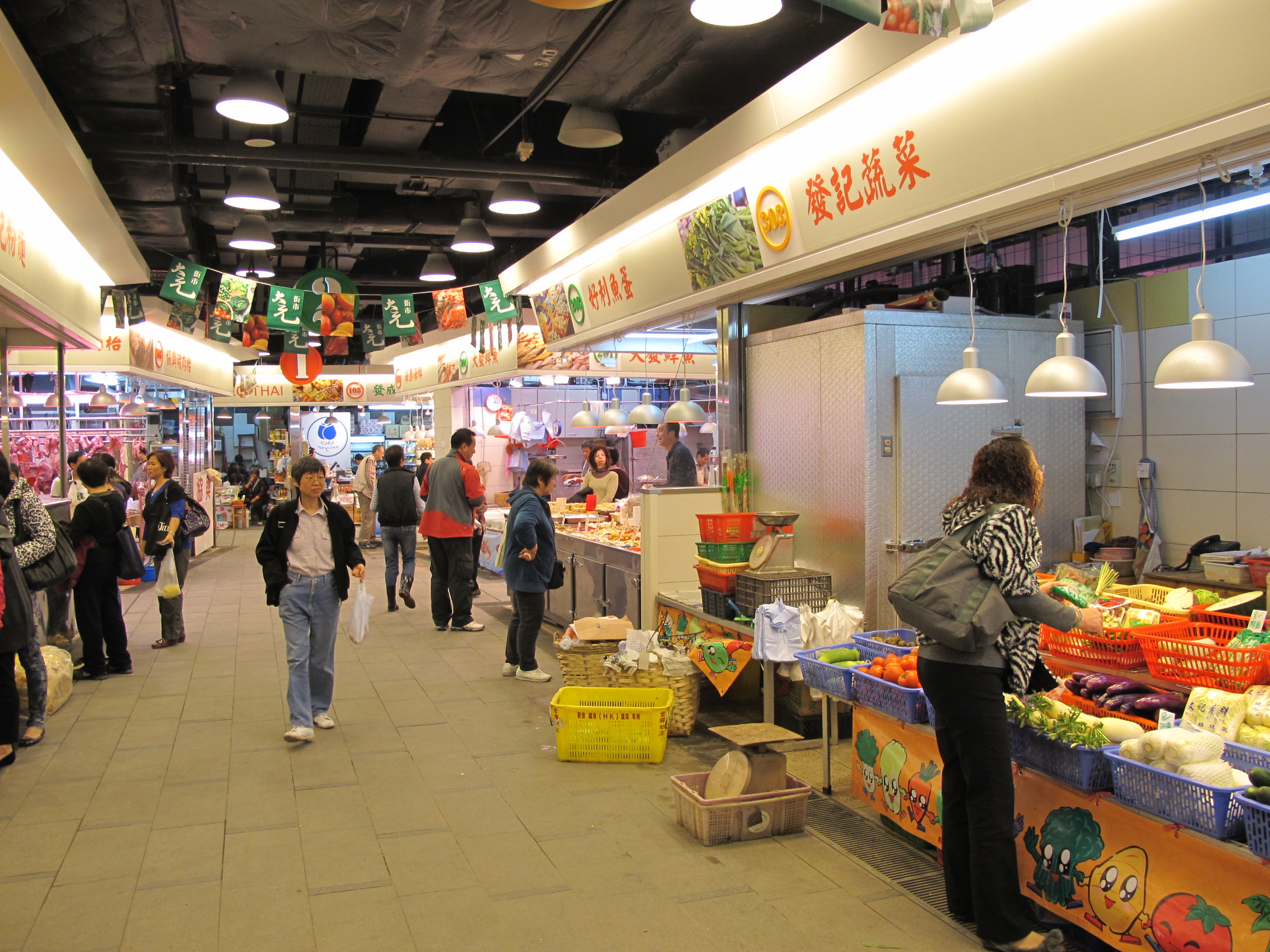
大元街市內貌

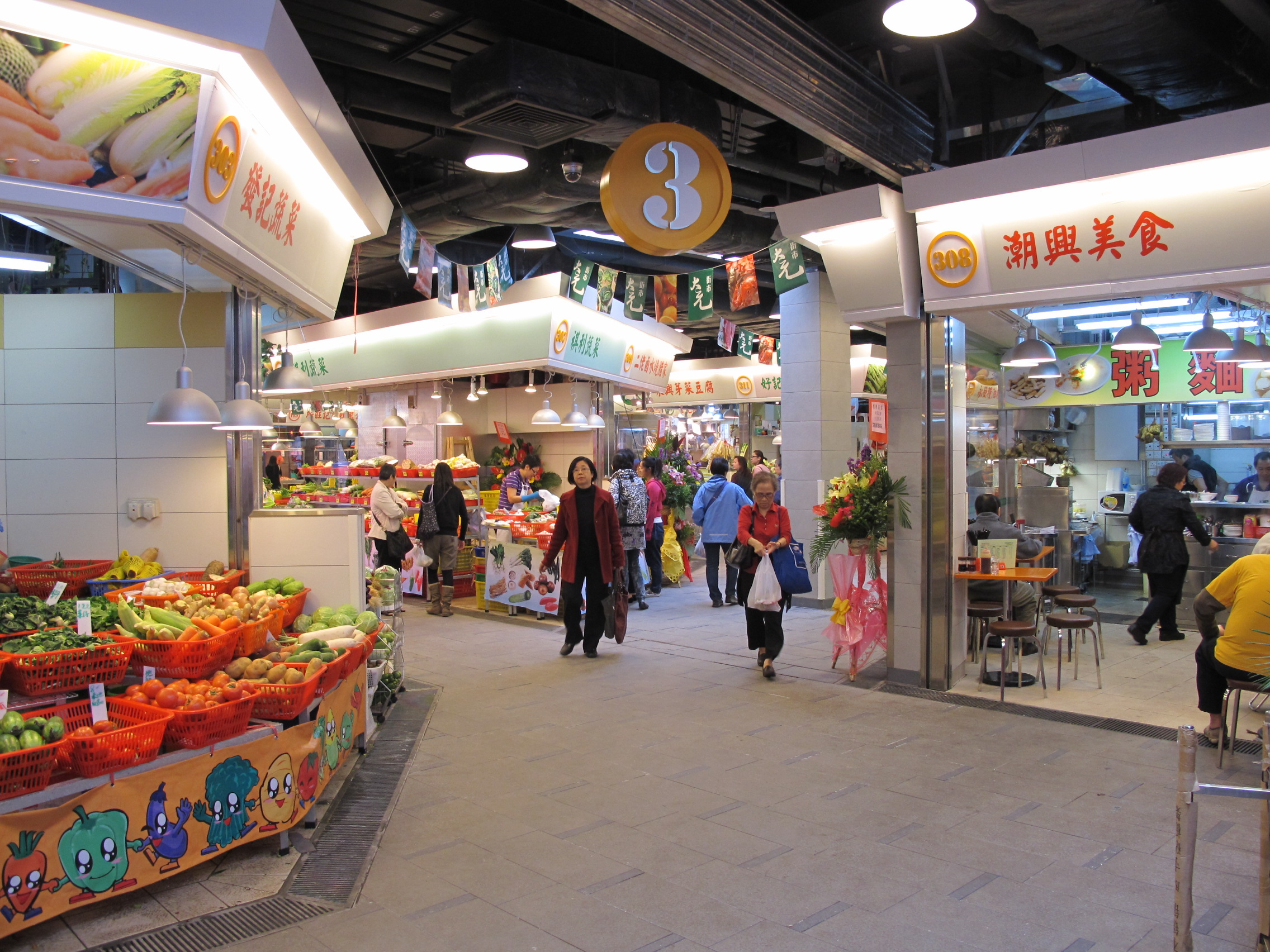
大元街市內貌(1)

大元街市（英語：Tai Yuen Market）是香港一座街市設施，位於新界大埔汀角路10號大元邨內，由房屋署建築師設計，於1980年與大元邨同時落成，屬於大元商場的一部分。現時由領展持有及管理。街市樓高3層，設有美食廣場及停車場。領展於2010年中進行優化工程翻新街市，第1期於同年12月揭幕，並於2012年中正式開幕。

## 結構
大元街市樓高3層，其中中層（地下）為乾濕貨街市，提供78個舖位，包括熟食、海鮮、肉類、蔬果、零售等店舖，街市中央更設有展銷場地。而上層為美食平台（即大元美食廣場），共提供12間食肆。底層則是停車場。
大元街市設有行人天橋及通道，連接大元邨泰德樓、大元商場新翼及翠屏花園，並可經其他通道前往大元邨其他樓宇、巴士總站、大埔廣場、大埔中心等。

## 優化計劃
在2010年，領展涉資約9,500萬港元以大元街市作為試點，進行優化計劃工程，改善街市的整體環境。優化計劃於2010年6月1日隨工程動土典禮展開，為期約6個月，第一期工程已於同年12月18日完成，並於2012年5月3日完成全部工程及正式開幕。優化計劃以「潮市」為賣點，主要將傳統的「格仔檔」格式，改以開放及滲透式的佈局，以吸引更多顧客。並同時加入其他新元素，如食肆、烹飪教室、推廣場地等。除此之外，是次改建工程主要項目包括：
- 安裝中央空調系統
- 翻新地台、牆身及水管
- 加強電力裝置
- 翻新照明設備、指示路標及舖面招牌
- 改善出入口設計
- 增加食肆供應
- 增加推廣場地
- 改善管理模式

原本領展首先以大元街市作為藍本，其後多個領展商場內的街市被建華集團收購後也陸續進行優化計劃並改裝成香港街市

## 歷史
大元街市於1980年與大元邨一同落成啟用，成為大埔區內第一個公共屋邨街市。
於2007年6月8日起，大元商場連同街市的持有權由香港房屋委員會轉由領展持有。而領展於2009年公佈將會為大元街市進行「資產提升計劃」，是首個進行優化翻新工程的街市，於2010年1月在平台展開工程設置臨時街市，並於5月所有商戶遷往臨時街市繼續營業。領展於2010年6月1日舉行動土儀式，自翻新工程正式展開後，臨時街市亦全面投入服務。直至原有的街市翻新工程完成後，臨時街市並正式關閉。
2010年12月18日，第一期工程完成，領展於大元街市進行揭幕典禮，所有商戶到全新檔位經營。而領展於揭幕當日及翌日推出消費優惠，如雞鴨檔買嘉美雞買一送一等。另外，領展聘請21名區內街坊，擔任大元街市的「親善大使」，向顧客介紹全新街市。
2011年10月，大元街市榮獲2011年亞洲企業社會責任獎的「卓越環保大獎」。
2011年12月，領展為大元街市引入八達通付款設施。
於2012年5月3日，大元街市的優化工程正式完成，領展舉行開幕典禮，亦特別編製《摩登街市·大元街市新世代》一書，介紹鮮活街市在本港的起源和發展。

## 鄰近地方
- 大元邨
- 大元商場
- 汀雅苑
- 大埔中心
- 大埔廣場
- 大埔超級城
- 翠屏花園
- 大埔中心廣場

## 外部連結
- 大元街市官方網頁